# Вутабосинское сельское поселение
Вутабосинское се́льское поселе́ние — муниципальное образование в Канашском районе Чувашии Российской Федерации.
Административный центр — село Вутабоси.

## История
Статус и границы сельского поселения установлены Законом Чувашской Республики от 24 ноября 2004 года № 37 «Об установлении границ муниципальных образований Чувашской Республики и наделении их статусом городского, сельского поселения, муниципального района и городского округа»

## Население
| 2010  | 2012  | 2013  | 2014  | 2015  | 2016  | 2017  |
| ----- | ----- | ----- | ----- | ----- | ----- | ----- |
| 1434  | ↘1389 | ↘1361 | ↘1342 | ↗1349 | ↘1301 | ↘1285 |
| 2018  | 2019  | 2020  | 2021  |       |       |       |
| ↘1252 | ↘1222 | ↘1213 | ↘1192 |       |       |       |

## Состав сельского поселения
| № | Населённый пункт | Тип населённого пункта       | Население |
| - | ---------------- | ---------------------------- | --------- |
| 1 | Вутабоси         | село, административный центр | →855      |
| 2 | Каликово         | деревня                      | →282      |
| 3 | Сядорга-Сирмы    | деревня                      | →297      |